# نخود پخته
نخود پخته (پیشمیش نخود) یکی از چاشتهای قدیمی و بسیار مفید تبریز بوده‌است که همانند باقلا پخته هم در خانه تهیه می شد و هم به عنوان چاشت در سطح شهر عرضه میشد.نخود را با آب و و کره و نمک می پختند و با آب لیمو ترش یا سرکه سرو می کردند.
نخود یکی از حبوبات بسیار مفید می‌باشد که به ویژه برای رشد و تقویت مو و پوست بسیار مفید می‌باشد .در قدیم مردم تبریز نخود را یک شبانه روز در آب میخیساندند و سپس آب خیسانده نخود را برای روشن شدن رنگ چهره و همچنین برای تقویت مو استفاده میکردند .
در قدیم نخود یکی از اقلام اساسی غذای مردم آذربایجان را تشکیل میداده است، غذاهایی مانند آبگوشت با نخود، نخود پلو، دیشلئق، شیله، انواع آشهای حاوی نخود، نخود بو داده، آرد نخود چی، شیرینی نخودچی و... که هم‌اکنون برنج بدون سبوس و سفید که ارزش غذایی بسیار کمی را داراست جای آن را گرفته‌است.